# Chabes
Chabes (russisch Хабе́з, kabardinisch Хьэбэз) ist ein Aul in der Republik Karatschai-Tscherkessien (Russland) mit 6240 Einwohnern (Stand 14. Oktober 2010).

## Geographie
Der Ort liegt im nördlichen Randgebiet des Großen Kaukasus, dessen Kammlagen dort etwa 1300 m über dem Meeresspiegel erreichen, etwa 30 km Luftlinie südwestlich der Republikhauptstadt Tscherkessk am linken Ufer des Kleinen Selentschuk (Maly Selentschuk), eines linken Nebenflusses des Kuban.
Chabes ist Verwaltungszentrum des Rajons Chabesski sowie Sitz und einzige Ortschaft der Landgemeinde Chabesskoje selskoje posselenije. Fast alle Einwohner des Ortes sind Tscherkessen.

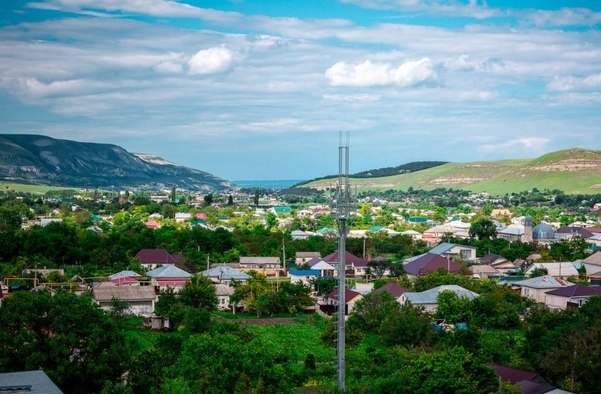
Gesamtansicht des Ortes
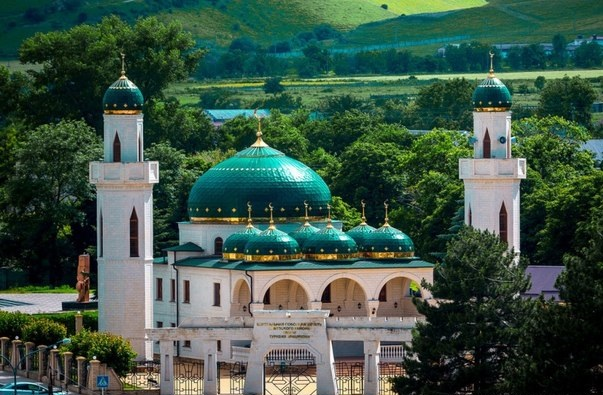
Hauptmoschee
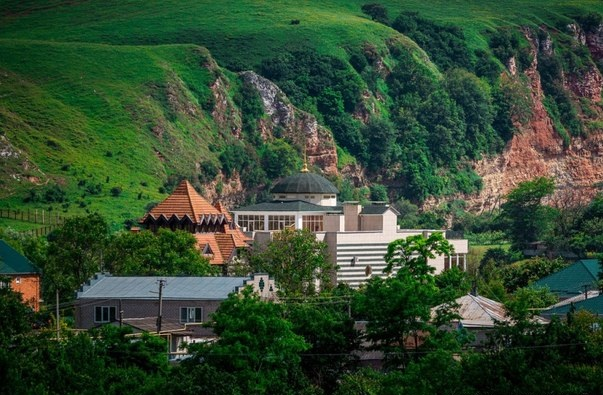
Hotelkomplex am südlichen Ortsrand
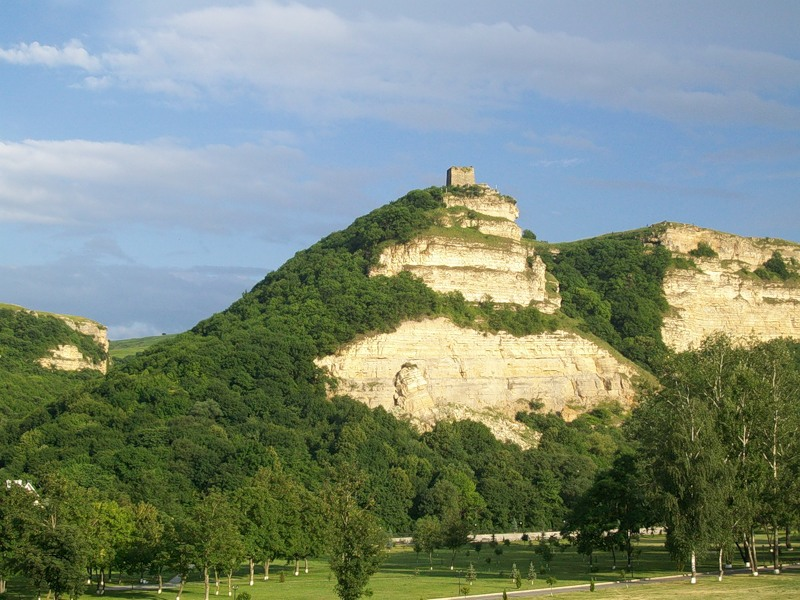
Adijuch-Turm auf einem Felsen unweit des Ortes

## Geschichte
Als Gründungsjahr des Ortes gilt 1833, als sich dort Tscherkessen vom Stamm der Kabardiner endgültig niederließen, die während des Kaukasuskrieges mehrfach aus der Gegend des heutigen Baksanjonok – östlich der heutigen Stadt Baksan in Kabardino-Balkarien – umgesiedelt worden waren. Die Ansiedlung wurde mit dem bereits bestehenden Aul Kirmisei des Stammes der Beslenejer vereint und in Folge wie der Herkunftsort nach dem Fürsten Kassai (Kassajew) offiziell (russifiziert) als Kassajewski bezeichnet, kabardinisch Kassai-Chabl. Ab 1869 gehörte der Ort zum Ujesd (ab 1888 Abteilung, otdel) Batalpaschinsk der Oblast Kuban.
Im Rahmen der Abschaffung „kabardinischer Feudalnamen“ nach der Oktoberrevolution erfolgte 1920 die Umbenennung in Chabes nach einer nahen Lokalität, deren Bezeichnung im Kabardinisch-Tscherkessischen etwa „viel Gerste“ bedeutet. Nach verschiedenen administrativen Umgestaltungen wurde Chabes am 23. Januar 1935 Sitz eines nach ihm benannten Rajons im Bestand der Tscherkessischen Autonomen Oblast.
Im Zweiten Weltkrieg war Chabes von August 1942 bis Januar 1943 von der deutschen Wehrmacht okkupiert.
Von 8. Mai 1956 bis zur Neubildung der Karatschai-Tscherkessischen Autonomen Oblast am 9. Januar 1957 war der Chabesski rajon vorübergehend aufgelöst.

### Bevölkerungsentwicklung
| Jahr | Einwohner |
| ---- | --------- |
| 1897 | 1543      |
| 1939 | 2603      |
| 1959 | 3353      |
| 1970 | 4479      |
| 1979 | 4770      |
| 1989 | 5308      |
| 2002 | 5781      |
| 2010 | 6240      |

Anmerkung: Volkszählungsdaten

## Verkehr
Chabes liegt an der von Tscherkessk kommenden und dem Kleinen Selentschuk aufwärts folgenden Regionalstraße 91N-052, die etwa 20 km südlich zwischen Kardonikskaja und Selentschukskaja die 91K-006 erreicht, Teil der Verbindung Maikop – Karatschajewsk (frühere R256).
Die per Straße nächstgelegene Bahnstation befindet sich in Tscherkessk an der Nebenstrecke Newinnomyssk – Ust-Dscheguta.